# Bruno Bianchi (cinema)
Bruno Bianchi (Chartres, 6 de setembre de 1995 - 15 arrondissement de Paris, 1 de desembre de 2011) fou un dibuixant, director, productor i guionista francés d'origen italià.
Bianchi va treballar com a dibuixant, director i productor de sèries animades per a televisió, incloent Heathcliff, Iznogoud i més popularment, Inspecteur Gadget, de la qual va ser a més cocreador.

## Biografia
Bruno Bianchi va aprendre a dibuixar de menut com a artista autodidacta, dedicant-se a l'animació durant més de vint anys. Va començar la seua carrera en DiC Audiovisuel (més endavant DiC Entertainment) en 1977 com a dibuixant de fotogrames, i posteriorment va anar ocupant posicions més creatives. El seu primer crèdit com a director va ser el 1980 amb la minisèrie educativa Archibald le Magichien (traducció literal: Archibald el gos màgic). El 1983, Bianchi va aconseguir el seu primer èxit com a director amb Inspecteur Gadget, una sèrie que va crear juntament amb Andy Heyward i el fundador de DiC, Jean Chalopin. Bianchi va ser a més el principal dissenyador de personatges i supervisor de direcció de la sèrie, que es va convertir en una de les més icòniques produïdes mai per DiC.
Posteriorment, Bianchi va treballar com a director, productor i dissenyador en moltes de les sèries realitzades per DiC Entertainment, Saban Entertainment i SIP Animation des de la dècada del 1980 fins a mitjans de la dècada del 2000.
Va treballar com a director i dissenyador de sèries de televisió com Inspector Gadget, Les Entrechats, Jayce et les Conquérants de la Lumière, Diplodo i M.A.S.K. També va produir i dirigir The WhyWhy ? Family, Iznogoud, Achille Talon i Jim Button.
També és el creador dels personatges originals de la pel·lícula de David Kellogg, Inspector Gadget. El 2008, després del tancament de SIP Animation, Bianchi va fundar el seu propi estudi, Ginkgo Animation.
Mort de càncer als 56 anys, el seu funeral va tenir lloc al crematori Père-Lachaise el 6 de desembre del 2011 a París.